# Von Zipper
Von Zipper es una compañía fundada en 1999 en San Clemente, California, y dedicada, principalmente, a la fabricación de gafas de sol y gafas de ventisca. Su mercado está orientado al mundo del surf y el snowboard, comercializando, además de gafas de todo tipo, ropa y accesorios.
Desde marzo de 2001, la compañía forma parte del grupo Billabong, uno de los gigantes del mercado surfista. Pese a ello, Von Zipper mantiene su independencia como marca. Al igual que una de sus compañías rivales, Electric, Von Zipper fue fundada por exmiembros de Arnette. Chris Burke, director de marketing de Arnette, Rob y Jeff Riese y Greg Tomlinson fundaron Von Zipper.
Destaca la potente competencia que existe en el sector de la fabricación de gafas de sol en California, donde tienen su sede tres de las más importantes del mundo; Von Zipper, Electric y Oakley.